# 明治元年板垣退助暗殺未遂事件

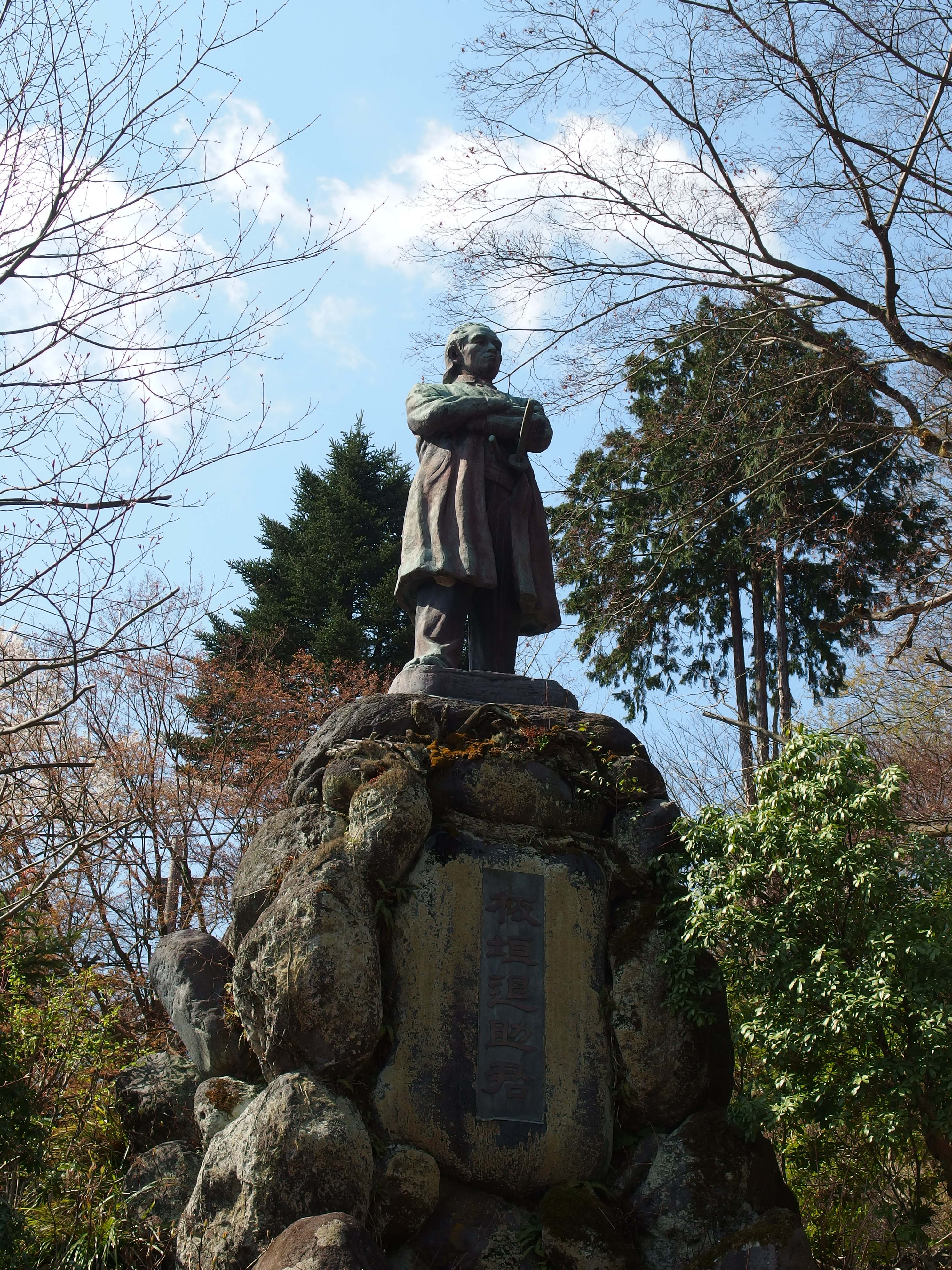
日光東照宮の板垣退助像。題字は徳川宗家第16代当主・徳川家達による揮毫

明治元年板垣退助暗殺未遂事件（めいじがんねんいたがきたいすけあんさつみすいじけん）とは、1868年5月22日（明治元年閏4月1日）、戊辰戦争時日光東照宮での談判に際し、光栄坊に潜伏した旧幕側残置諜者10名が御親征東山道総督府参謀（土佐藩迅衝隊総督）の板垣退助の暗殺を企てた事件。

## 背景

### 大鳥圭介の日光占拠

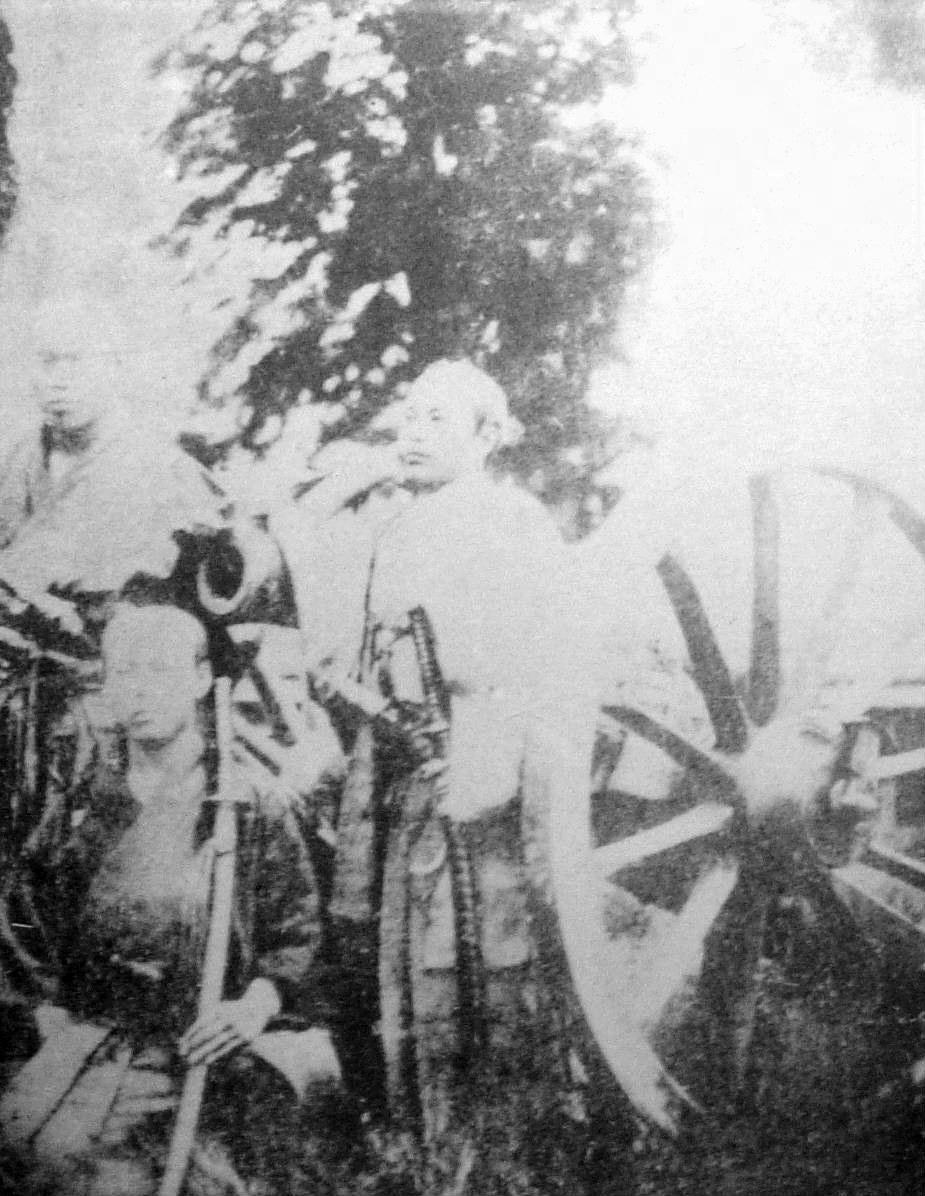
写真中央が大鳥圭介。脇に安達敬三郎、篠原太郎

戊辰戦争に際し、大鳥圭介らの率いる旧幕兵は東北へ逃れ、徳川家康を奉る日光東照宮に立て籠もった。大鳥軍は初め2千数百名であったのに対し、官軍は2百数十名であったが、官軍側は薩摩藩・野津鎮雄、野津道貫兄弟の率いる五番隊、大山巌の大砲隊、因州鳥取藩・河田左久馬の率いる部隊の猛攻撃により戦況が不利となり、4月24日（新暦5月16日）、今市での軍議により日光東照宮の占領と籠城を画策した。大鳥軍は戦死者を遺棄して進み4月26日（新暦5月18日）、日光を占拠した。

### 御神体の遷座

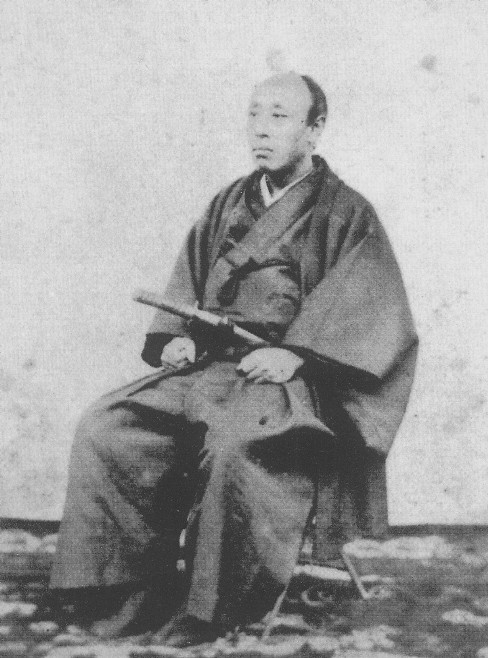
板倉勝静（港区立港郷土資料館蔵）

大鳥軍が日光を占拠する直前の4月26日（新暦5月18日）朝、前老中板倉勝静は東照宮別当・大楽院貞侃、中麿丹波守勝信、古島織部安之ら20人と共謀し、大雨の中、御神体と德川家康の遺品を持ち出し会津若松城へ逃れた。別当の大楽院らの脱走を知った日光山は狼狽し、御神体、御神宝を取り戻すべく説得の使者を次々と派遣したが、願い虚しく閏4月5日（1868年5月26日）、一行は会津城に入り、御神体を三ノ丸の東照宮に収めてしまった。（そのため、大鳥圭介ら旧幕兵が東照宮を参拝した時も、板垣ら官軍が参拝した時も、どちらも実際には御神体が無い状態であった）この御神体はのちに官軍の藤堂藩兵が回収に成功し、同藩兵に護持されて同年10月29日（新暦12月12日）日光東照宮に戻された。

### 板垣退助の胸中

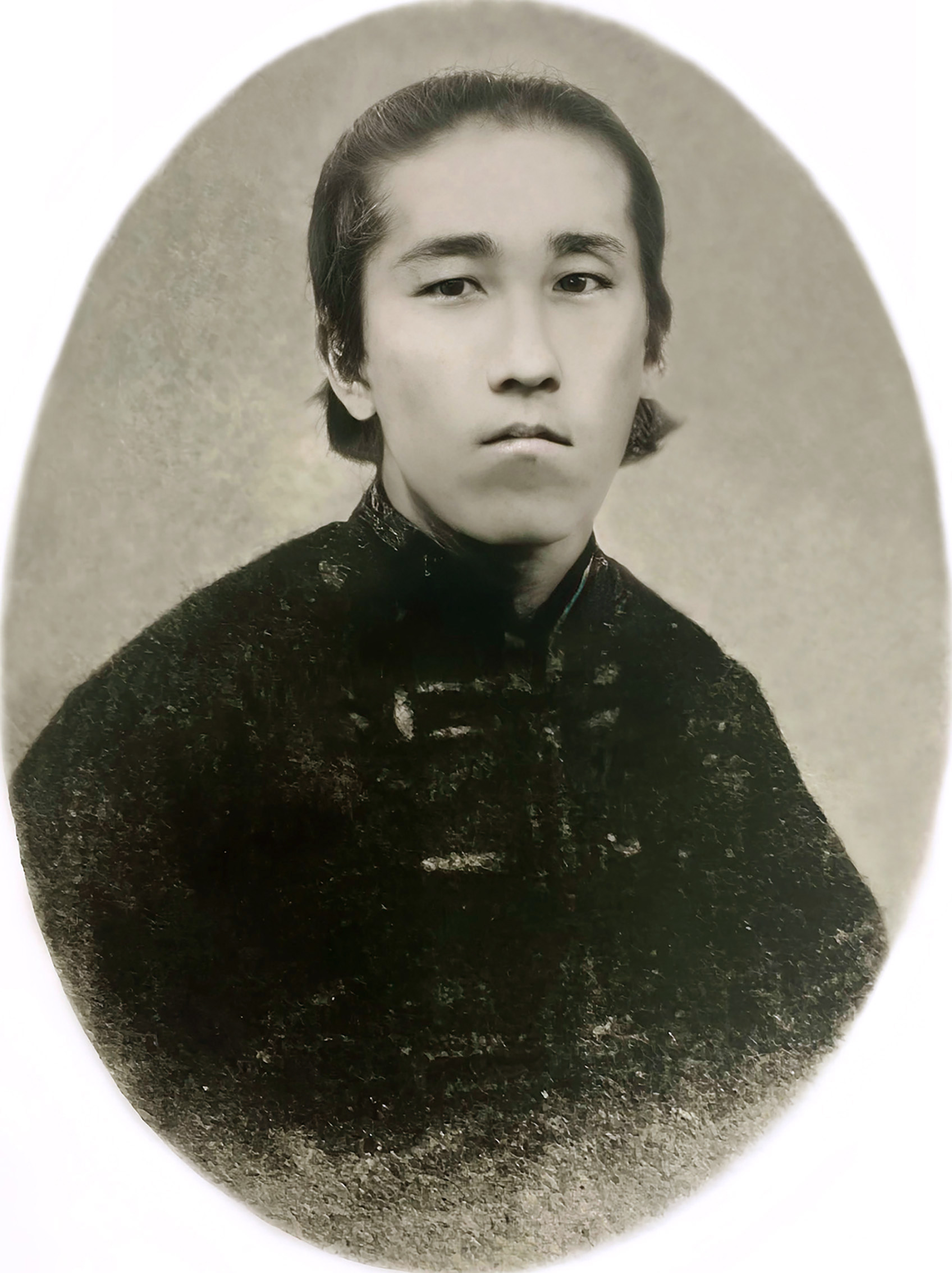
板垣退助（1870年頃撮影）

新政府は東北での不穏な動きを憂慮し、板垣退助を第五次派遣隊として東北の鎮定を命じた。板垣は土佐藩全軍を掌握する司令官であり、同時に御親征東山道総督府参謀であった。土佐藩本隊は板垣退助が率いて4月23日（新暦5月15日）に板橋の本営を発し、27日壬生に到着した。板垣は幕末、天狗党挙兵浪士・中村勇吉らを藩邸に匿い、彼らの水戸学を通じて勤皇思想を育んでいたため、東照宮が兵火によって灰燼に帰するのを良しとせず、また官軍側には尾張藩など、徳川家康を祖とする者も多くいたため、日光山の壮麗な伽藍を損なわず、将兵の損耗も出さない形での無血開城をさせようと策を練っていた。そのため、壬生近郷の飯塚台林寺の僧・厳亮を呼び「我々が日光へ進軍するのは『賊を討伐せよ』との王命（天皇の勅命）を奉じているからである。賊は東照大権現（徳川家康）の神旗を擁し、日光山に立て籠もっているが、そのために日光山に兵火が及び灰燼に帰することは、東照大権現も望んでいないだろう。武人としての節操を考えるのであれば、山を下って正々堂々と雌雄を決するべきではないか。貴僧が德川の恩義を忘れないのであれば、貴僧からよくその道理を説いて賊を諭せ」と命じた。また官軍将兵の中で、豪華な伽藍を焼失させて賊の士気を挫こうと唱える者に対しては「天下の名刹を焼いて後世に怨みを残すことは愚策である」と述べ、「東照宮の陽明門には後水尾天皇の御宸筆による扁額があり、これが兵火によって焼失したならば不敬にあたる」と双方に名分を使い分けて諭した。板垣の命を受けた厳亮は日光に着くが松原町関門で旧幕兵に捕らえられ唯心院に監禁されてしまう。しかし、厳亮を知る岡本要助という用人がいて機転を効かせたことにより大鳥にその事が伝へられた。また、今市の官軍より命を帯びて日光に戻った安居院慈立、桜本院道純らも重ねてその意を伝えた。大鳥圭介は「弾薬補充」を名分として4月29日夕刻、日光から撤退を命じた。まだ日の沈まぬ内に、150余名の負傷者を山内から出発させ、所野から小百を経て小佐越に向かって撤退。重傷者は駕籠や戸板を用いて運び出した。主力部隊は夜8時頃、本宮前に集結し稲荷川を渡って日光を去った。

## 暗殺未遂事件
明治元年閏4月1日（1868年5月22日）、板垣退助は本隊を率い、軍監谷守部と、小笠原謙吉、二川元助、谷神兵衞の三小隊、北村長兵衛の砲隊を伴って日光に入った。この時、板垣は黒紺の軍服に陣羽織、赤熊の陣笠、腰に晒しを巻いて両刀を佩き、足は草鞋を履いていた。歩兵はミニエー銃を肩にし、砲隊は四斤砲、臼砲を構えていた。板垣と谷は馬で日光に向かって悠然と進み、仮橋渡った本宮前で、安居院慈立、桜本院道純の両僧、日光奉行支配吟味役・大塚誠太夫、塚田東作、同心・大沢徳三郎、三沼熊吉、小林長次郎、日光火之番頭・石坂弥次右衛門らが奉迎し、本宮別所で談判が行われた。この時、日光側からは「日光には（前日まで）大鳥圭介率いる旧幕兵が占拠していたが、彼らは既に（板垣、谷らの意向を受けて）撤兵し、官軍に害をなす輩はおらず、東照宮の社人、輪王寺の僧侶らも皆、官軍に協力する」旨の話し合い、板垣側からは「日光が戦禍に遭うことは我等の本意ではないこと。貴山に対しても礼をもって遇する」旨の話し合いがされ、緊張が解けて和やかになりかけた。ところが、同時刻、官兵が大鳥軍の残留物を押収し、山内一帯に異常がないかを探索をしていたおり、山内の光栄坊に10人の幕兵（残置諜者）が潜伏し、板垣退助の暗殺を企んでいることが発覚。官兵が6人を討取り、1名を生け捕り、3名は逃走した。石坂はこれに狼狽し「大鳥軍が撤退の際、人手不足のため撤退の出来なかった重傷兵」であると弁明したが、「重傷兵で撤退に間に合わなかった者なら、何故3名は身軽に逃走したのか」と問われ返答に窮した。迅衝隊士・宮地団四郎の『京攝在勤中并奥州征伐日記』によれば、この時、山内に20名ばかり負傷者らしき者がいたが、斥候の報告では負傷者のふりをして潜伏している残置諜者がおり3名を討取り、1名を捕縛したこと、官軍側も1人が賊に斬り倒され、首が道端に転がり、体は薮の中にあった事が生々しく記されている。板垣らは一旦、鉢石町に退避し、再度潜伏者がいないかの探索が行われたが、異常がないことが確認されると、再び本宮別所で談判が行われた。この時、潜伏兵に関する責任を問うことも可能な状態であったが、板垣は全面戦争になることを避けられた安居院慈立、桜本院道純らの労に免じてこれを不問とした。のみならず、板垣は約束どおり陽明門から礼を尽くした参拝を行い、官軍諸兵の礼節ある態度を世に示した。この為、同山の僧侶らは板垣の寛大な行いに感涙した。東照宮参拝の後、大事をとって板垣は日光には泊まらず、後事を谷守部に託し、今市に帰った。谷は旧幕軍の反転に備え、翌日の早朝に山内北側に位置する外山に登攀して今市、藤原方面を俯瞰。田母沢、一本松、萩垣面、龍門寺橋下、百間石垣等に見張所を造り、暗くなると篝火を焚くなどして敵の襲来に対する警固を怠らなかった。

## 谷干城による記述
谷守部の私記によれば、閏4月朔日朝8時、兵を二手に分けて進み、鉢石宿に着いたが敵は退散して全くいなかった。日光同心（大沢徳三郎）が恭しく出迎えて道案内をした。また以前に八王子を通過した時に面会をした千人同心組頭（石坂弥次右衛門）がいて、「賊徒が日光山に逃げ込んでやむを得ず今日に至った」経緯を長々とと言い訳めいて話したので聞くに耐えず、兵を蛇橋の傍に休ませ、同心（大沢徳三郎）の案内によって山内に入った。山内には昨日瀬川に交渉役としてやって来た二僧（安居院慈立、桜本院道純）がおり、両僧は「板垣、谷の説得内容を大鳥らは聞きその道理に納得し、昨夜から今朝にかけて会津道六峰越えの経路より退却した。その為、山内には官軍に手向いする者は一人もいない」と話した。ところが、斥候が山内に潜伏している賊の存在を報告すると、二僧は「負傷者200人余りいたので、重傷で逃げれなかった者が6、7人いる。これだけは御慈悲をもって許して欲しい」と申し開きをした。谷は「昨日も私が申した通り、賊徒討伐は朝命（天皇の勅命）を受けて行っていることで、私事で行っているのではない。貴僧の願いはもっともであるが、朝命に従うならばその負傷兵のいる場所を案内しなさい。もし深く隠すことになれば、兵をもってことごとく探索させることになる」と応えた。この言葉に同心塚田東作、大塚誠太夫らが「賊の病院」と称する寺（光栄坊）を案内した。谷が二川元助、小笠原謙吉らを率いて赴くと、坊内にいた全員が走って逃げ出したため重傷と称していたのが虚偽であると分かり、戦闘となって切り伏せた。歩兵の1人は足を撃ち抜かれて倒れたところを捕縛され、今市に送って取調べた後、斬首した。その後も念のため山内を探索したが、不審な所はなかったと記述している。

## 暗殺未遂犯のその後
- 6名 - 光栄坊にて討取らる[12]
- 1名 - 捕縛（暗殺計画を自白、今市で斬首[13]）
- 1名 - 寂光裏山より栗山村方面へ逃亡[7]
- 1名 - 中禅寺湯元越しで上州方面へ逃亡[7]
- 1名 - 足尾通りより上州方面へ逃亡[7]
- 日光火之番頭・石坂弥次右衛門は、当初板垣退助暗殺計画に加わっていたが、板垣と対面して話したことでこの計画を遂行すべきではないと決断した。一方で計画の一部は斥候によって露見し、6名が銃撃で死に、1名が捕縛（のちに斬首）された。そのため、石坂は郷里に戻った時に計画を知る仲間からそのことを糾弾され切腹した。しかし、現在では板垣暗殺を実行しなかったことで、日光東照宮を今に残すことが出来、のちの自由民権運動も妨げることがなかったと評価され、菩提寺に顕彰碑が建立され、墓石は八王子市の史跡に指定されている[1]。
- なお、暗殺未遂犯の潜伏していた光栄坊は、事件の翌月にあたる明治元年5月13日（新暦7月2日）未明、不審火により焼失し再建されていない[1]。

## 事件の影響

### 影武者
9月22日の会津落城後、板垣らが帰路、暗殺の難を避けるため、二本松藩城下を通る際、二川元助が影武者として板垣の装束をして馬に乗り、板垣はその馬をひく下人の装束で領内を通過している。この時、影武者を務めた二川元助は後に阪井重季と名を改め、近衛歩兵第2連隊長、陸軍中将、男爵となり、貴族院議員を務めた。

### 板垣伯彰徳会の設立

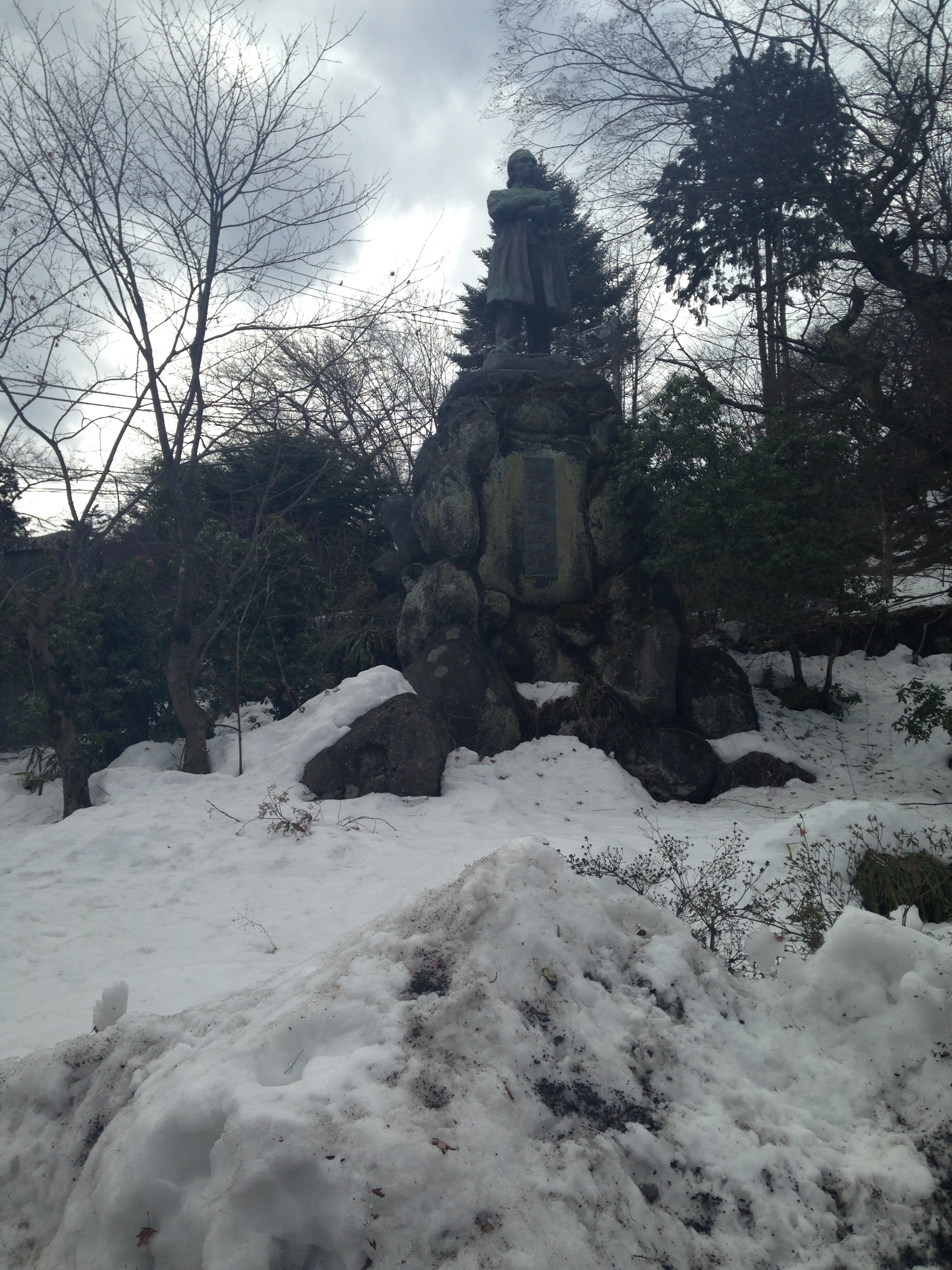
日光東照宮の板垣退助像

暗殺の危機にも接しながら、日光山の非を咎めず、官賊双方に理を説いて東照宮を戦災から遠ざけた板垣退助の功を顕彰するため、昭和3年（1928年）12月、板垣伯彰徳会（日光板垣会）が設立された。「本会（板垣伯彰徳会）は明治維新当時、日光山社廟并に日光町を兵燹罹災の苦より免かれしめしたる官軍の主将・故伯爵板垣退助氏の銅像を日光町に建設し、其の恩徳を顕彰するを以て目的とす」と定め、翌年、戊辰戦争時の若き板垣退助の姿を模した銅像を建立。来賓として板垣の門弟を代表して頭山満が隣席し、退助の孫にあたる板垣正貫が除幕をした。

## その他の板垣退助暗殺未遂事件
この事件より以前には文久3年乾退助暗殺未遂事件があり、明治元年の本項事件より14年後にあたる1882年（明治15年）4月6日には、岐阜の神道中教院門前で、相原尚褧が板垣退助の暗殺を謀った板垣退助岐阜遭難事件が起き、その後も明治17年板垣退助暗殺未遂事件、明治24年板垣退助暗殺未遂事件、明治25年板垣退助暗殺未遂事件が起きた。